# 東京芸術大学美術学部・大学院美術研究科

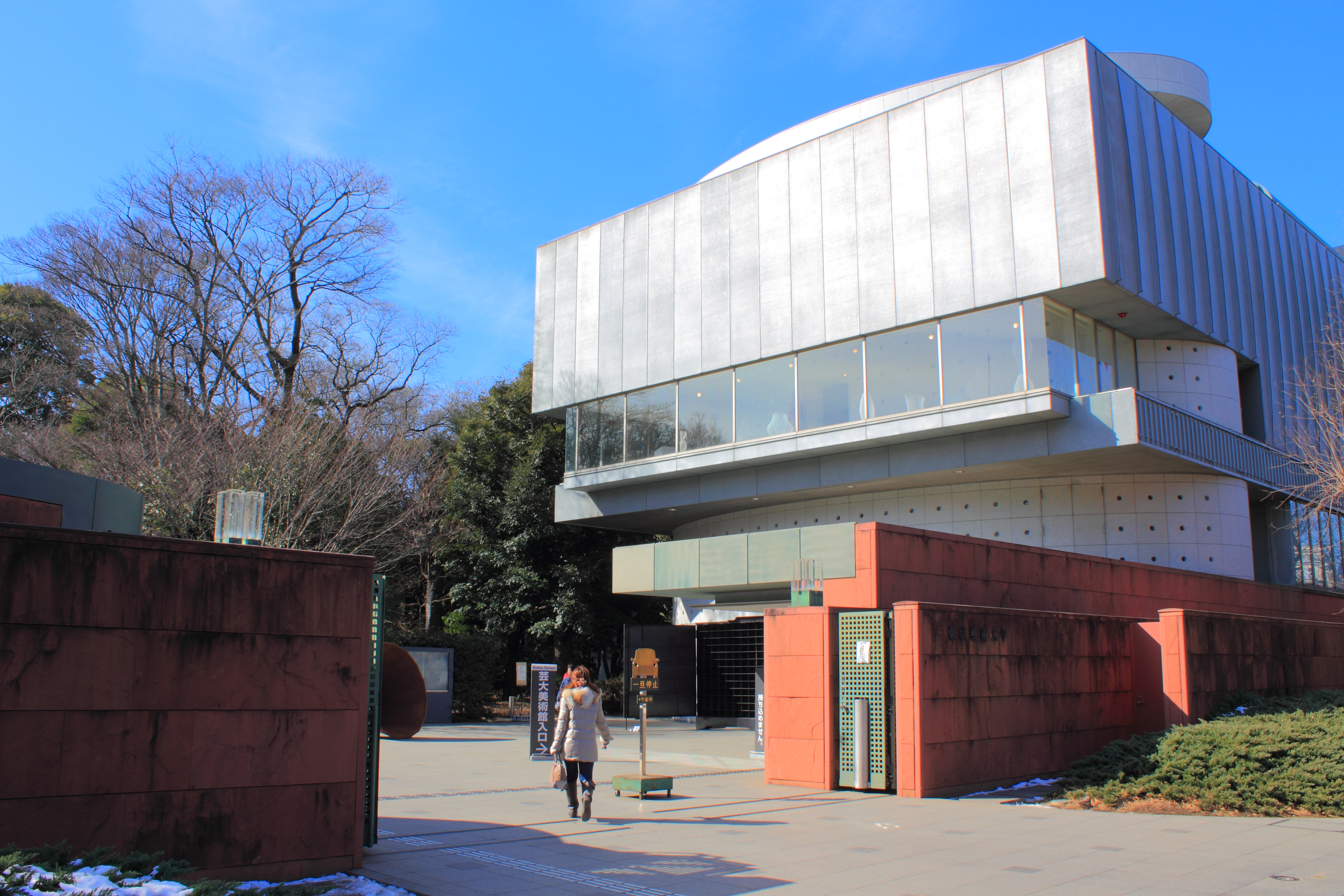
東京藝術大学美術学部正門（上野キャンパス）

東京藝術大学美術学部（とうきょうげいじゅつだいがくびじゅつがくぶ）は、東京藝術大学に設置される美術学部。東京藝術大学大学院美術研究科（とうきょうげいじゅつだいがくだいがくいんびじゅつけんきゅうか）は、同大学大学院に設置される美術研究科。東京美術学校を前身とする美術大学である。

## 沿革

### 東京美術学校
- 1885年（明治18年） - 図画取調掛を文部省内に設立。
- 1886年（明治19年） - 小石川植物園内に移転。
- 1887年（明治20年） - 東京美術学校と改称。
- 1889年（明治22年） - 上野公園に移転。
- 1952年（昭和27年） - 閉校。

### 東京藝術大学
- 1949年（昭和24年）5月31日 - 東京藝術大学設立、美術学部設立。
- 1954年（昭和29年）4月 - 美術専攻科設置。
- 1963年（昭和38年）4月 - 大学院美術研究科設立。
- 1991年（平成3年）10月 - 取手キャンパス新設。

## 組織

### 美術学部
- 絵画科
  - 専攻[1]：日本画、油画[2]
- 彫刻科[3]
- 工芸科
  - 分野[4]：彫金、鍛金、鋳金、漆芸、陶芸、染織
- デザイン科[5]
- 建築科[6]
- 先端芸術表現科[7]
- 芸術学科[8]

### 美術研究科
美術研究科には「東京藝術大学の講座に関する規則」によると、講座として、保存修復、保存科学がある。いずれも博士講座。このほか、美術学部の項で列挙した講座も教育・研究に当たる。
- 修士課程（博士前期課程）[9]
  - 絵画専攻
    - 研究分野[10]：日本画[11]、油画[12]

  - 彫刻専攻
    - 研究分野：彫刻[13]

  - 工芸専攻
    - 研究分野：彫金[14]、鍛金[15]、鋳金[16]、漆芸[17]、陶芸[18]、染織[19]、木工芸[20]、ガラス造形[21]

  - デザイン専攻
    - 研究分野：デザイン[22]

  - 建築専攻
    - 研究分野：建築設計[23]、環境設計[24]、構造計画[25]、建築理論[26]

  - 先端芸術表現専攻
    - 研究分野：先端芸術表現[27]

  - 芸術学専攻
    - 研究分野：美学[28]、日本・東洋美術史[29]、西洋美術史[30]、工芸史[31]、美術教育[32]、美術解剖学[33]

  - 文化財保存学専攻
    - 研究分野：保存修復[34]、保存科学[35]、システム保存学[36]

  - グローバルアートプラクティス専攻

- 博士課程（博士後期課程）
  - 美術専攻[37]
    - 研究領域：日本画[38]、油画[39]、彫刻[40]、工芸[41]、デザイン[42]、建築[43]、芸術学美学[44]、先端芸術表現[45]

  - 文化財保存学専攻
    - 研究領域：文化財保存学（保存修復[46]、保存科学[47]、システム保存学[48]）

### 美術学部附属施設
- 東京芸術大学大学美術館
- 東京芸術大学古美術研究施設
- 東京芸術大学写真センター